# Próspera
Koordinaten: 16° 22′ 15,1″ N, 86° 28′ 6,5″ W
Próspera ist eine Sonderentwicklungszone (ZEDE) auf der Insel Roatán in dem mittelamerikanischen Staat Honduras. Hier soll ein quasi unabhängiger privater Stadtstaat mit eigener Gesetzgebung entstehen. Sie wird betrieben vom US-amerikanischen Privatunternehmen Honduras Próspera Inc. unter der Leitung des Geschäftsführers der Kapitalanlagegesellschaft NeWay Capital, Erick Brimen. Geplant ist eine ganze Reihe solcher Sonderentwicklungszonen.

## Konzept
Próspera soll eine privat verwaltete Stadt auf einer Fläche von 23,5 Hektar auf der Karibikinsel Roatán werden und später durch Landkäufe erweitert werden. Betrieben wird das Projekt von dem in den USA ansässigen privaten Unternehmen Honduras Próspera Inc., das von Pronomos Capital finanziert wird. Pronomos Capital wurde von dem Anarchokapitalisten Patri Friedman gegründet. Der Milliardär, Investor und rechts stehende libertäre Politaktivist Peter Thiel gehörte zu den Investoren.
Próspera soll von einem Rat aus neun Mitgliedern regiert werden, von denen vier vom Betreiberunternehmen ernannt werden. Landbesitzer erhalten pro Quadratmeter Land eine Stimme und wählen zwei Mitglieder des Rats, die Einwohner wählen zwei. Ein so genannter Technischer Sekretär leitet die Stadt und wird von allen Stimmberechtigten gewählt. Beschlüsse werden mit einer Mehrheit von zwei Dritteln gefasst, was der Honduras Próspera Inc. ein Vetorecht verschafft.
In Próspera sollen Gesetze und Rechtsprechung von Honduras nicht gelten, sondern das Regelwerk des Betreibers. Auch Polizei und Justiz sollen an private Unternehmen ausgelagert werden, sodass letztere von einem Gremium ausländischer Richter übernommen wird, dessen rechtlicher Rahmen, anders als im Rest des Landes, das angelsächsische Common Law bildet.
Die Bewohner müssen einen Vertrag mit dem Betreiber schließen, in dem sie unter anderem zustimmen, die Volkssouveränität an die Próspera-ZEDE abzugeben, „soweit es notwendig ist, die Macht und Autorität aufrechtzuerhalten“.
Es soll eine Einheitssteuer von zehn Prozent gelten.
Einwohner müssen Gebühren entrichten. Sie betragen jährlich 260 US-Dollar für Bürger von Honduras und 1.300 US-Dollar pro Jahr für Ausländer. Laut Titus Gebel, Hauptautor des Rechtssystems für Próspera, werde man sich vorbehalten, bestimmte Anwärter nicht aufzunehmen. Als Beispiele nannte er „Schwerkriminelle, Kommunisten und Islamisten“. Es werden so genannte virtuelle Wohnsitze an Personen verkauft, die Unternehmen registrieren können und damit von der lokalen steuerlichen und rechtlichen Struktur profitieren.
Soziale Dienstleistungen wie Gesundheit und Bildung sind privatisiert und sollen aus Steuern, Gebühren und den Verkäufen von Land an neue Bewohner und Investoren finanziert werden. Steuern liegen für Einwohner bei fünf Prozent des Einkommens und für Unternehmen bei einem Prozent. Die Mehrwertsteuer liegt bei 2,5 Prozent. Offizielle Währung ist seit 2022 der Bitcoin.

## Geschichte
Honduras hat eine lange Geschichte wirtschaftlicher Sonderzonen. So gab es bereits im 19. und 20. Jahrhundert Enklaven an der Karibikküste, die US-amerikanischen Bananenunternehmen überlassen wurden und mit Steuerprivilegien versehen waren. Diesem System verdankte das Land den Ruf als Bananenrepublik.
Mit Unterstützung des im Anschluss an den Militärputsch 2009 gewählten Präsidenten Porfirio Lobo Sosa wurde die Verfassung geändert und im Jahr 2011 ein Gesetz zu speziellen Entwicklungsregionen (Regiones Especiales de Desarrollo RED) beschlossen. Der Kongress von Honduras beschloss Anfang 2012 das Ermächtigungsgesetz zur Schaffung solcher Gebiete.
Der renommierte US-amerikanische Ökonom Paul Romer wurde vom honduranischen Präsidenten in eine Kommission berufen, die weitreichende Befugnisse, etwa zur Ernennung oder Entlassung von Gouverneuren, Richtern und Wirtschaftsprüfern in den Zonen hatte. Er und alle weiteren Kommissionsmitglieder zogen sich im September 2012 zurück, da sie bezweifelten, dass ihre Berufung im Einklang mit den honduranischen Gesetzen erfolgt war, und weil es an Transparenz mangelte. Romer kritisierte unter anderem, dass die honduranische Regierung im September 2012 bereits eine Vereinbarung (memorandum of understanding) über 14 Millionen US-Dollar mit der Investoren-Gruppe Grupo MGK geschlossen hatte, ohne die Kommission in die Entscheidungsprozesse einzubinden oder wenigstens zu informieren.
Erst nach einer Meldung der honduranischen Zeitung El Heraldo, dass ein Unternehmen mit dem Namen Grupo MGK nicht existiere, eröffneten die Investoren einen Netzauftritt unter diesem Namen. Dahinter steht eine Gruppe von Libertären und Geschäftsleuten, von denen einige die Staaten als Hindernis für die Entwicklung libertärer Ideen sehen. Dazu gehören Michael Strong und John Mackey. Strong ist mit Kevin Lyons Hauptgeschäftsführer der Free Cities Group.
Im Dezember 2012 erklärte der Oberste Gerichtshof von Honduras das Gesetz zu RED für ungültig, da es die nationale Souveränität verletzte und verfassungswidrig war. Daraufhin wurden vier Richter abgesetzt und durch regierungstreue Juristen ersetzt. Das Gesetz, in dem die RED nun ZEDE heißen, wurde von dem neu zusammengesetzten Obersten Gerichtshof genehmigt.
2014 wurde von der honduranischen Regierung der Ausschuss für die Annahme bewährter Verfahren (CAMP, Comité para la Adopción de Mejoras Prácticas) eingesetzt. Deren 21 Mitglieder werden vom Präsidenten der Republik ernannt. Präsident Juan Orlando Hernández ernannte darunter auch solche, die weltweit führende libertäre Institutionen wie das Cato Institute und das Hayek Institut vertreten.
Die Hauptfunktion des Gremiums ist die Aufsicht über die ZEDEs. Es genehmigt unter anderem Konzepte von Investoren für die einzelnen Zonen und bestätigt deren Technischen Sekretäre, die die Funktion des Regierungschefs in der jeweiligen Zone ausüben. Der Ausschuss kann auch ohne Zustimmung des Kongresses ZEDEs „in Gebieten mit geringer Bevölkerungsdichte“ genehmigen.
Wie erst Jahre später bekannt wurde, war bereits im Jahr 2017 in der honduranischen Botschaft in Washington, D.C. die „Charta“, also eine Art Verfassung, von Próspera unterzeichnet worden.
2020 wurde die ZEDE Próspera gegründet.
Im März 2021 zog sich die TUM International GmbH, ein Tochterunternehmen der Technischen Universität München aus der ZEDE Próspera mit dem Verweis auf Menschenrechtsverletzungen zurück. Dort sollte das Programm entwickelt werden, mit dem die sogenannte e-residency, also die virtuelle Wohnsitznahme, umgesetzt wird. In einer Pressemitteilung wurden künftige Beteiligungen an Projekten auf der Insel Roatán und in der Küstenstadt La Ceiba ausgeschlossen.
Anfang 2021 wurde mit dem Bau erster Gebäude in der ZEDE Próspera begonnen. Die architektonische Entwicklung und Gestaltung liegt bei Zaha Hadid Architects unter der Leitung des deutschen Anarchokapitalisten und Architekten Patrik Schumacher.
Der nach den Wahlen im Jahr 2021 gebildete Kongress von Honduras betrachtet den Sonderstatus als illegal und setzte im April 2022 das ZEDE-Gesetz außer Kraft. Próspera Inc. sieht sich geschädigt und verklagt Honduras auf bis zu 10,7 Milliarden US-Dollar Schadenersatz. Das entspricht mehr als einem Drittel des Bruttoinlandsprodukts von Honduras.
Im Juli 2022 verurteilte das US-Außenministerium das Vorgehen gegen die ZEDEs. Es könnte damit gegen zwei internationale Handelsabkommen verstoßen werden: ein Investitionsabkommen beider Staaten und das DR-CAFTA, Freihandelsabkommen zwischen den USA und zentralamerikanischen Staaten.
Bis 2023 hatten sich knapp 100 Unternehmen in der Zone niedergelassen, vorwiegend um von den niedrigen Steuersätzen und der unternehmerfreundlichen Regulierung zu profitieren.

## Kritik
Kritisiert wird an dem Projekt die Intransparenz bei der Durchführung. Es handelt sich um ein Großprojekt ausländischer Investoren, bei dem einheimische Gesetze quasi außer Kraft gesetzt werden. Bei der Errichtung und möglichen Erweiterung der Stadt wird auch befürchtet, dass es zur Enteignung der lokalen Bevölkerung und zu Menschenrechtsverletzungen kommt.
Die Anthropologin Beth Geglia kritisiert, dass Mitbestimmung für die lokale Bevölkerung nicht vorgesehen sei.
Die Technische Universität München zog sich aufgrund von Bedenken hinsichtlich Menschenrechten von einer Kooperation mit dem Projekt zurück.

## Verweise
- prospera.hn, Netzauftritt von Próspera (englisch)
- Regelwerk von Próspera (PDF-Datei; 3,6 MB, englisch, spanisch)
- Honduras: Private Stadt für Reiche in der ARD-Mediathek. Weltspiegel-Beitrag vom 5. Februar 2023 (7 Min.), abrufbar bis 8. Juni 2026
- Reich und radikal: Wie Millionäre den Staat bekämpfen in der ARD-Mediathek. Video, Reschke Fernsehen (30 Min.), abrufbar bis 8. Juni 2026